# Wilhelm Gertz (Musiker)

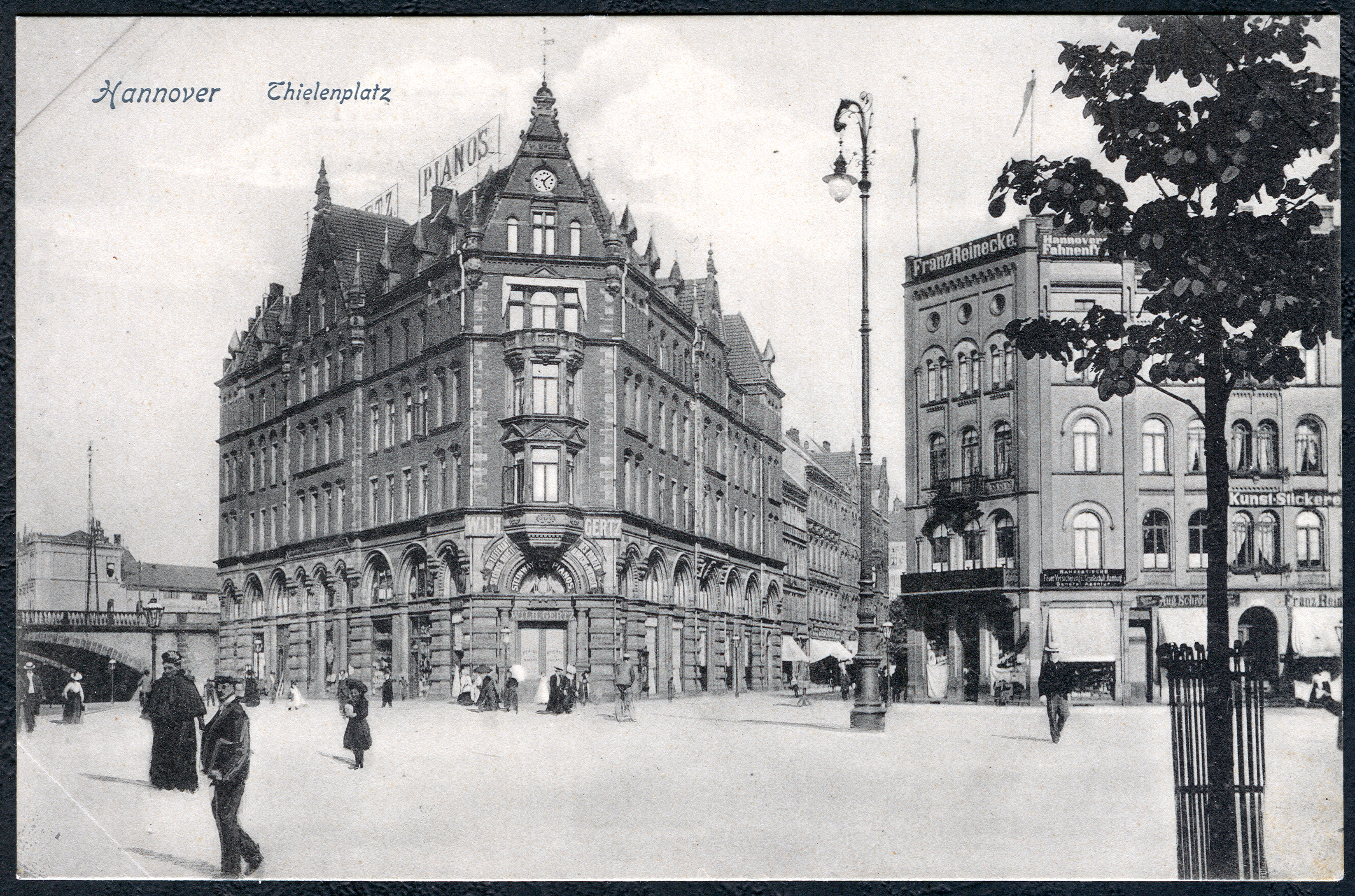
Das Gebäude Wilh. Gertz Pianos an der Laves- Ecke Königstraße, gegenüber der Hannoverschen Fahnenfabrik Franz Reinecke am Thielenplatz;
Ansichtskarte Nr. 101 von Georg Kugelmann, Lichtdruck, auf dem Revers datiert 1907

Wilhelm Gertz (* 2. Juni 1828 in Hannover; † 5. Mai 1892 ebenda) war ein deutscher Musiker, Violinist, Königlicher Hof- und Kammermusiker sowie Klavier-Fabrikant. Er stammte aus einer Musiker-Familie und war einer der größten Piano-Händler seiner Zeit in Deutschland.

## Leben
Wilhelm Gertz wurde zur Zeit des Königreichs Hannover als Sohn des Musikers bei den Garde-Jägern und späteren Orchester-Dieners Heinrich Gertz († 4. September 1881 in Hannover) geboren. Er studierte in Leipzig am dortigen Konservatorium als Schüler des Violinvirtuosen Ferdinand David, bevor er – noch als Jugendlicher – zum 1. Juli 1848 im hannoverschen Staatsorchester als Nachfolger von Heinrich Schriever unter dem Komponisten und Dirigenten Heinrich Marschner als Violinist verpflichtet wurde. Der junge Gertz wurde damit einer von nunmehr 47 Orchestermusikern, die zu dem Zeitpunkt noch im Schlossopernhaus des Leineschlosses auftraten.
Am 30. Mai 1863 wurde Wilhelm Gertz der Titel eines Königlichen Hof- und Kammermusikers verliehen. Neben seinem Sohn Emil A. Gertz wurde Richard W. Gertz (* 27. April 1865) ein international tätiger und bedeutender Klavierentwickler.

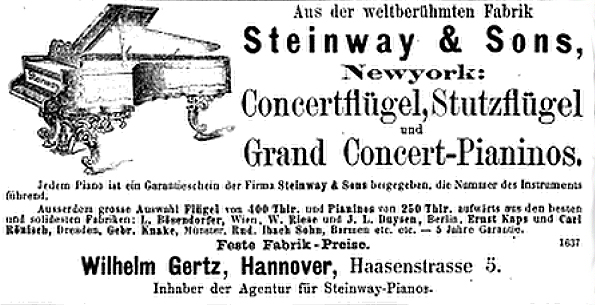
Annonce von Wilhelm Gertz als Steinway & Sons-Vertreter in seinem Haus Haasenstraße 5;
Illustrirte Zeitung vom 21. November 1874

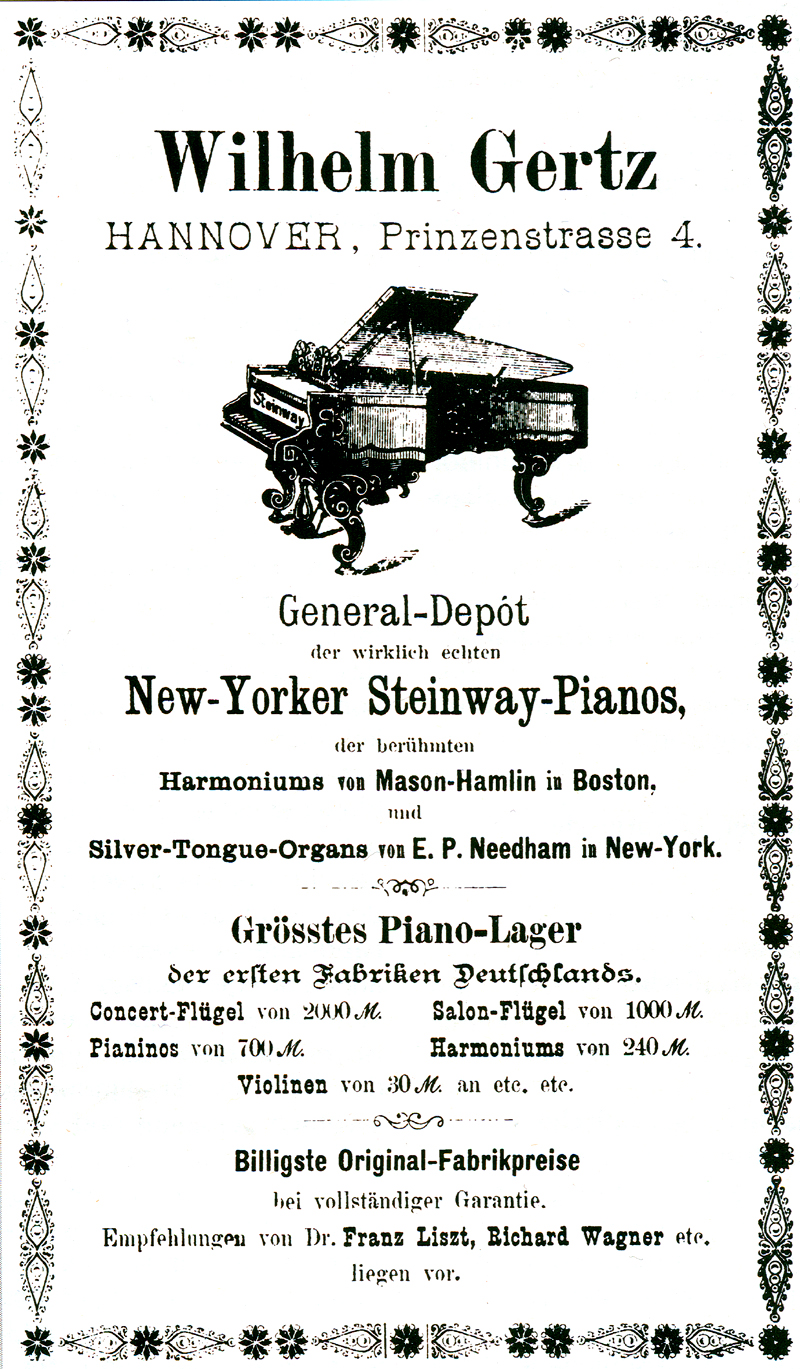
Annonce von 1879, unter anderem mit Verweis auf Empfehlungen von Franz Liszt und Richard Wagner

Laut dem Adressbuch der Königlichen Haupt- und Residenzstadt Hannover von 1866 bewohnte Gertz seinerzeit gemeinsam mit seinem ebenfalls im Königlichen Hoftheater wirkenden Vater und Königlichen Orchesterdiener Heinrich Gertz das – damalige – Gebäude Kirchwender Straße 24.
In der Gründerzeit des Deutschen Kaiserreichs eröffnete Gertz in seinem eigenen Haus in der Haasenstraße 5 am 13. Oktober 1873 ein Verkaufsgeschäft für Pianos. Nachdem er von Anfang an Instrumente von Steinway & Sons angeboten hatte, besuchte er noch im selben Jahr die Weltausstellung 1873 in Wien, um dort die neuen Modelle der erst kurz zuvor auf den Markt gelangten Pianinos kennenzulernen. Im Anschluss ergänzte er sein Verkaufsportfolio um Klaviere von Schiedmayer, Rudolf Ibach und Carl Rönisch, aber auch um Harmonien etwa des US-amerikanischen Herstellers Mason and Hamlin oder auch Streichinstrumente.
In seinen ersten Unternehmerjahren belieferte Gertz die Komponisten Franz Liszt und Richard Wagner, die ebenso seine Freunde wurden wie Theodor Steinway. Johannes Brahms verkehrte ebenso im Hause Gertz wie der Klaviervirtuose Hans von Bülow, die ihre Autographen für das Publikum hinterließen. Richard Wagner widmete Gertz sogar „[...] seine große goldene Medaille“, berief ihn zudem zum Ehrenpatron und zur Teilnahme an der dritten Aufführung seines Rings des Nibelungen während der Bayreuther Festspiele.
Laut dem Adressbuch der Fabriken und Gewerbebetriebe der Provinz Hannover von 1879 betrieb Wilhelm Gertz dann in der Prinzenstraße 4 ein General-Depot „[...] der wirklich echten New-Yorker Steinway-Pianos“, bot dort unter anderem aber auch „[...] Silver-Tongue-Organs von E. P. Needham in New York“. Während „Concert-Flügel“ als „[...] billigste Original-Fabrikpreise bei vollständiger Garantie“ und nach Empfehlungen von Franz Liszt und Richard Wagner schon ab 2.000 Mark zu haben waren, standen auch Pianinos, Violinen, Bratschen, Celli, Gitarren und Zithern im Angebot. Die Nichterwähnung von Blasinstrumenten wurde später damit erklärt, dass diese üblicherweise direkt bei den Instrumentenmachern gekauft wurden.
1886 bezog Wilhelm Gertz sein Geschäftshaus am Thielenplatz 3. Als einer der großen Piano-Händler in Deutschland war er unter anderem mehr als ein Viertel Jahrhundert Vertreter für die bedeutendsten Musikhäuser. Bis zu seinem Tod spielte der Königliche Hof- und Kammermusiker zudem als Violinist am Opernhaus Hannover.

## Nachwirkungen
Als der Verlag von Georg Kugelmann seine fortlaufend nummerierte Ansichtskarte Nummer 101 rückwärtig auf das Jahr 1907 datierte, hatte die zugrundeliegende Fotografie vom Thielenplatz zugleich mit dem Haus Wilhelm Gertz und der Inschrift über dem Geschäftseingang den Musikalienhändler noch als Hoflieferant von Prinz Albrecht von Preußen dokumentiert.
Am 1. April 1906 war der Hofpianofabrikant Emil A. Gertz einer der Mitbegründer und gewählter Schriftführer im Hagenburger Yacht-Club, dem späteren Hannoverschen Yacht-Club.
Für den Erwerb von Pianos wurde das Wilhelm Gertz, Pianoforte-Magazin noch 1912 in der Rangliste des deutschen Reichsheeres geführt.
Zeitweilig war das Pianohaus Wilhelm Gertz am Thielenplatz „autorisierte Electrola-Verkaufsstelle“.